# San Isidro de Ayala
San Isidro de Ayala är en ort i Mexiko.   Den ligger i kommunen Pénjamo och delstaten Guanajuato, i den centrala delen av landet, 300 km väster om huvudstaden Mexico City. San Isidro de Ayala ligger 1 702 meter över havet och antalet invånare är 122.
Terrängen runt San Isidro de Ayala är kuperad åt nordost, men åt sydväst är den platt. Runt San Isidro de Ayala är det ganska tätbefolkat, med 104 invånare per kvadratkilometer. Närmaste större samhälle är La Piedad Cavadas, 15,5 km sydväst om San Isidro de Ayala. I omgivningarna runt San Isidro de Ayala växer huvudsakligen savannskog.